# Ворнер-Веллі (Каліфорнія)
Ворнер-Веллі (англ. Warner Valley) — переписна місцевість (CDP) в США, в окрузі Плумас штату Каліфорнія. Населення — 8 осіб (2020).

## Географія
Ворнер-Веллі розташований за координатами 40°24′16″ пн. ш. 121°20′27″ зх. д. / 40.40444° пн. ш. 121.34083° зх. д. (40.404574, -121.340948).  За даними Бюро перепису населення США в 2010 році переписна місцевість мала площу 45,39 км², з яких 45,32 км² — суходіл та 0,07 км² — водойми.

## Демографія
Згідно з переписом 2010 року, у переписній місцевості мешкали 2 особи в 1 домогосподарстві у складі 1 родини. Густота населення становила 0 осіб/км².  Було 43 помешкання (1/км²).
Расовий склад населення:
| - 100,0 % — білих |

До двох чи більше рас належало 0,0 %. Частка іспаномовних становила 0,0 % від усіх жителів.
За віковим діапазоном населення розподілялося таким чином: 50,0 % — особи молодші 18 років, 50,0 % — особи у віці 18—64 років, 0,0 % — особи у віці 65 років та старші. Медіана віку мешканця становила 30,5 року. 
Цивільне працевлаштоване населення становило 0 осіб. 